# Haingrund und Organistenwiese bei Stolberg
Haingrund und Organistenwiese bei Stolberg este o arie protejată (arie specială de conservare — SAC, sit de importanță comunitară — SCI) din Germania întinsă pe o suprafață de 13,5 ha, integral pe uscat.

## Localizare
Centrul sitului Haingrund und Organistenwiese bei Stolberg este situat la coordonatele 51°34′25″N 10°55′03″E / 51.5736°N 10.9175°E.

## Înființare
Situl Haingrund und Organistenwiese bei Stolberg a fost declarat sit de importanță comunitară în martie 2004 pentru a proteja 1 specie de animale. Situl a fost protejat și ca arie specială de conservare în decembrie 2018.

## Biodiversitate
Situată în ecoregiunea continentală, aria protejată conține 3 habitate naturale: Fânețe de joasă altitudine (Alopecurus pratensis, Sanguisorba officinalis), Mlaștini alcaline, Păduri aluvionare cu Alnus glutinosa și Fraxinus excelsior (Alno-Padion, Alnion incanae, Salicion albae).
La baza desemnării sitului se află o specie protejată de  mamifere: liliac cârn (Barbastella barbastellus)
Pe lângă speciile protejate, pe teritoriul sitului au mai fost identificate 2 specii de plante, 1 specie de mamifere.